# Xylophanes guianensis
Espèce
Xylophanes guianensis est une espèce de lépidoptères de la famille des Sphingidae, de la sous-famille des Macroglossinae, tribu des Macroglossini, sous-tribu des Choerocampina, et du genre Xylophanes.

## Description
L'envergure  pour les mâles est de 88 mm et pour les femelles de 105 mm.
L'espèce est similaire à Xylophanes ceratomioides, mais la marge externe de la marge de l'aile antérieure est beaucoup plus fortement échancrée et les lignes dorsales de l'abdomen sont semblables à Xylophanes xylobotes. La plupart des lignes anté-médianes distales et la plupart des lignes postmédianes basales se rencontrent sur le bord interne de la face dorsale de l'aile antérieure. Les lignes postmédianes sont clairement visibles dans la zone postmédiane. Elles sont presque droites, sauf vers le bord interne de l'aile. La zone excavée brun pâle sur le bord extérieur de la bande postmédiane est étroite, rectangulaire et mal définie en raison de la présence visible en son sein des troisième, quatrième et cinquième lignes postmédianes. Les bandes pâles de la face supérieure de l'aile postérieure sont de coloration intermédiaire entre celles de Xylophanes ceratomioides et Xylophanes xylobotes.

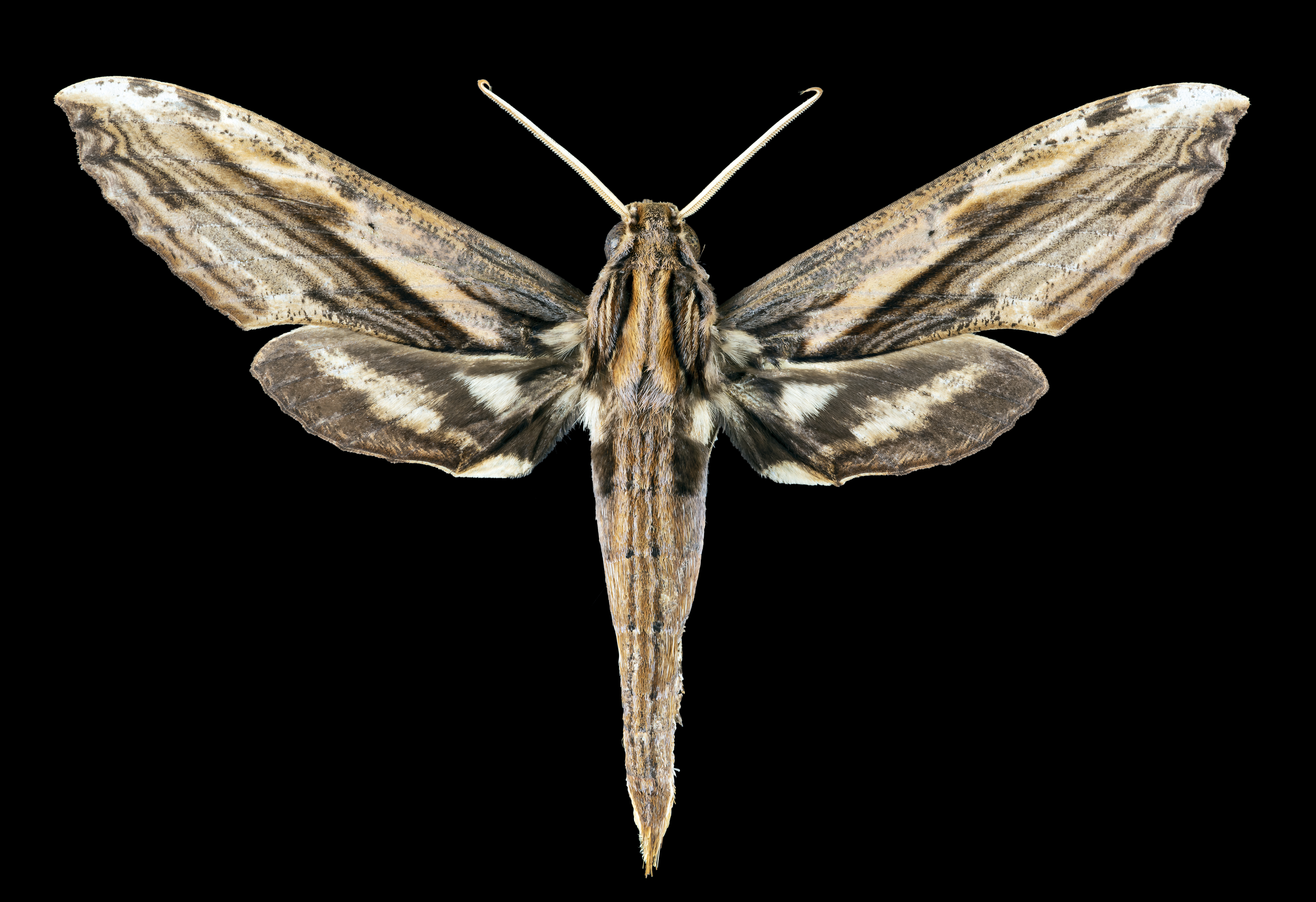
Avers du mâle (coll.MHNT)
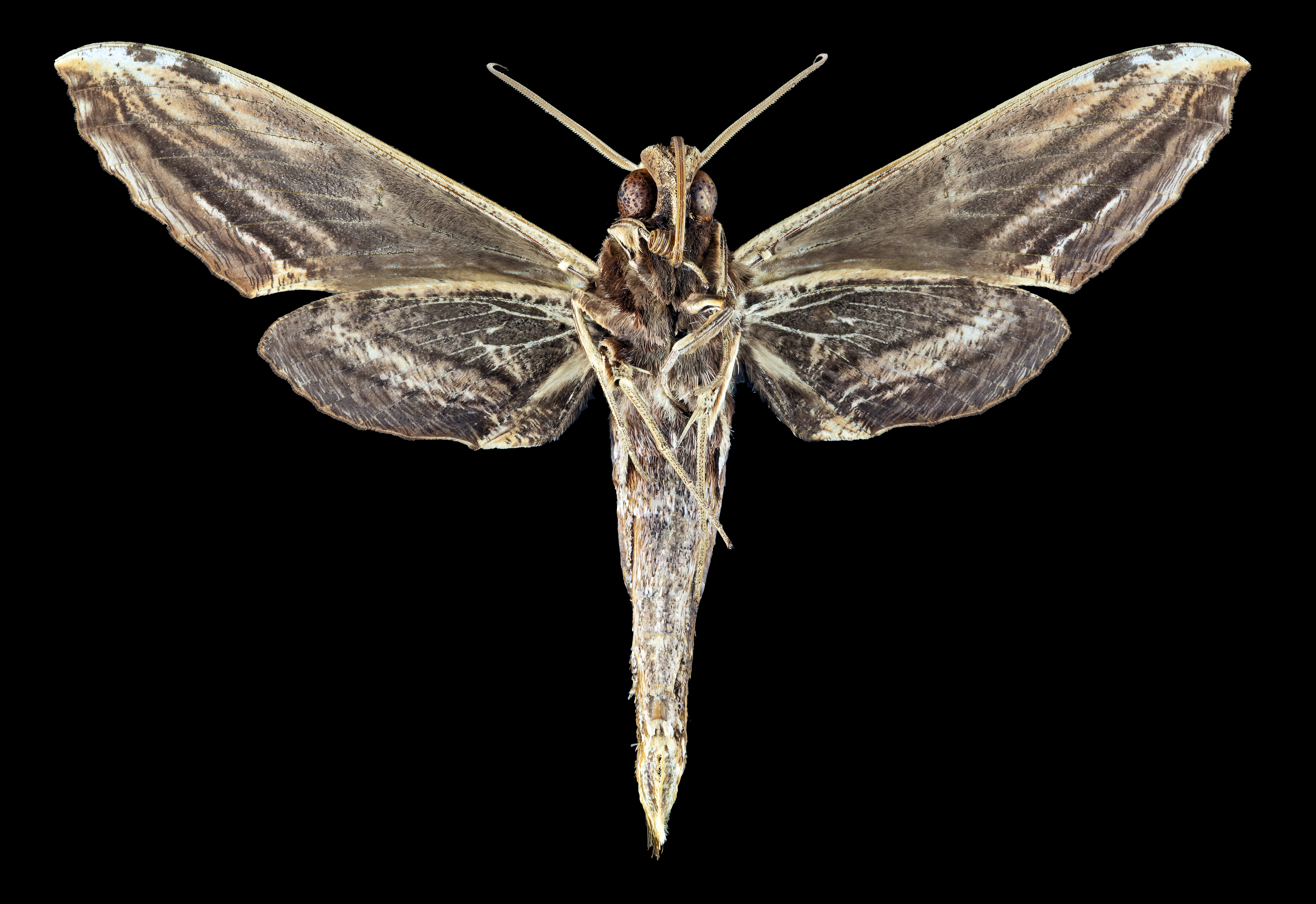
Revers du mâle (coll.MHNT)
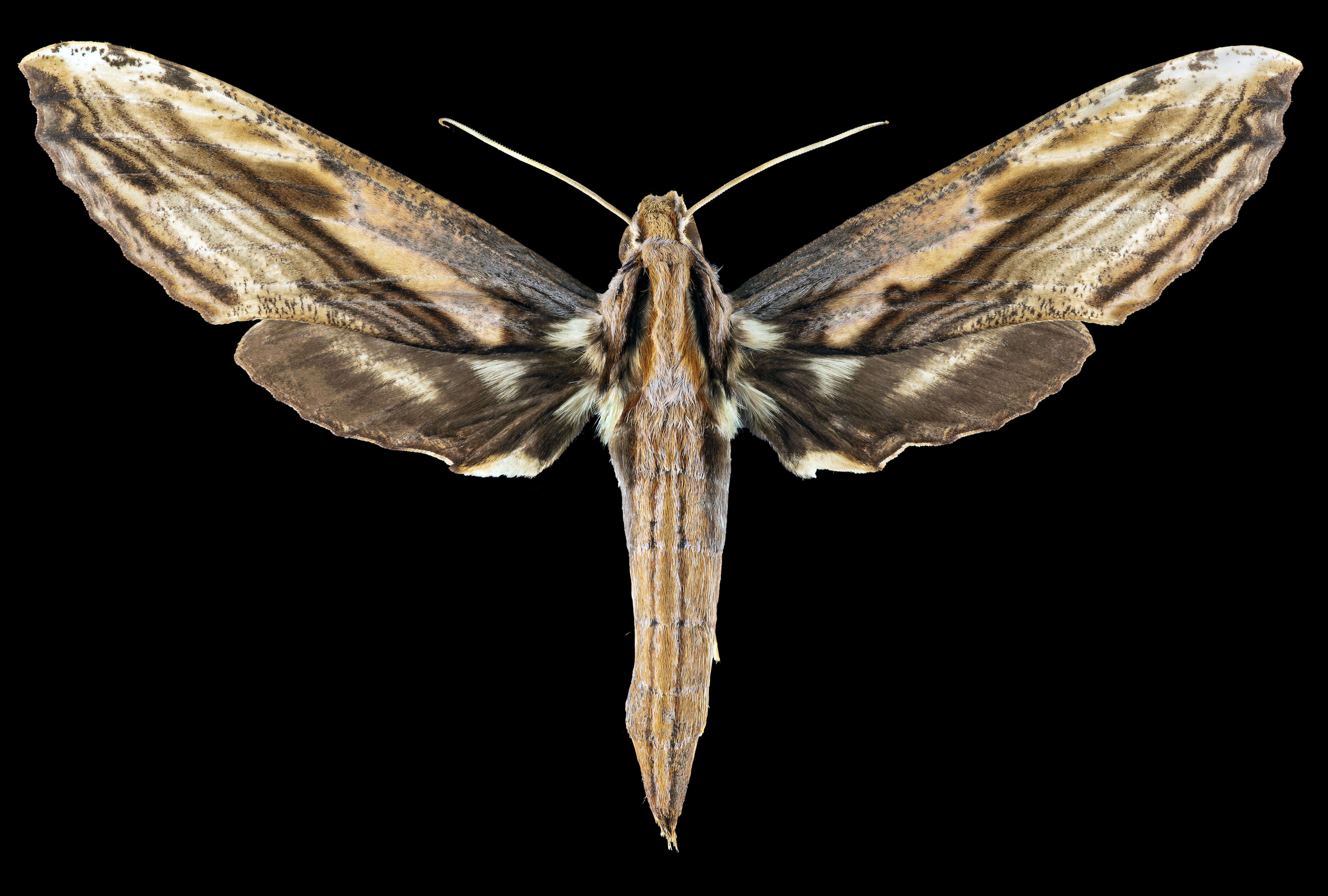
Avers de la femelle (coll.MHNT)
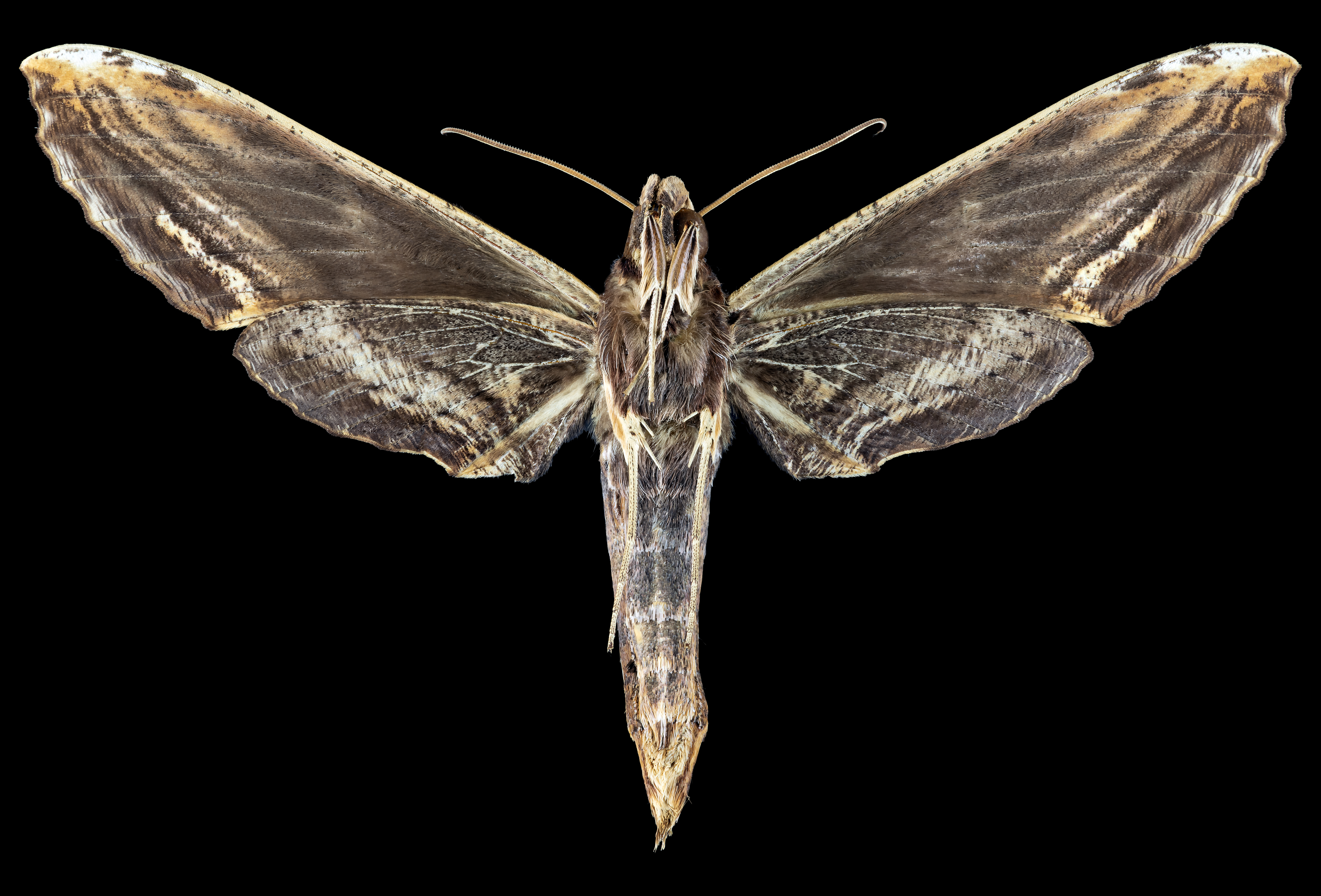
Revers de la femelle (coll.MHNT)

## Biologie
Les chenilles se nourrissent sur Psychotria panamensis, Psychotria nervosa et Pavonia guanacastensis.

## Répartition et habitat
Répartition
L'espèce est connue en Guyane française et au sud-ouest de la Bolivie.

## Systématique
L'espèce Xylophanes guianensis a été décrite par le zoologiste britannique Walter Rothschild en 1894, sous le nom initial de Theretra guianensis.

### Synonymie
- Theretra guianensis Rothschild, 1894 Protonyme